# Santa Clara de Louredo
Santa Clara de Loredo es una freguesia portuguesa del concelho de Beja, con 71,58 km² de superficie y 760 habitantes (2001). Su densidad de población es de 10,4 hab/km².